# Beck – Den tunna isen
Beck – Den tunna isen är en svensk TV-film som hade premiär på C More den 3 februari 2018. Filmen är den andra i en ny serie bestående av fyra filmer baserade på Sjöwall Wahlöös fiktiva polis Martin Beck. En tränare för ett juniorhockeylag påträffas mördad. Beck anar att mordet kan ha att göra med tränarens bisyssla: att lära ensamkommande flyktingbarn att åka skridskor.

## Rollista
- Peter Haber – Martin Beck
- Kristofer Hivju – Steinar Hovland
- Ingvar Hirdwall – Grannen
- Måns Nathanaelson – Oskar Bergman
- Anna Asp – Jenny Bodén
- Jonas Karlsson – Klas Fredén
- Jennie Silfverhjelm – Alexandra "Alex" Beijer
- Hannes Fohlin – Simon Lindström
- Lukas Holgersson – Viktor
- Tobias Zilliacus – Lars Olofsson
- Martin Schaub – Axel Olofsson, Lars son
- Elmira Arikan – Ayda Çetin
- Saro Sandi – Majid Amir
- Seid Mohammed Mosevi – Mohammed Abdallah
- Atefullah Komaki – Said
- Sied Mohamad Mehid Abbasi – Reza
- Kristina Törnqvist – Helena Lindström
- Agnes Lindström Bolmgren – Caroline Zetterström
- Eva Melander – Sanna Hedberg
- Sofia Wedin – Ella
- Elsa Wörmann – Moa
- Oscar Töringe – Jocke
- Charlotta Jonsson – Tina Sellstedt
- Pia Tjelta – Heidi Hovland, Steinars hustru
- Åsa Karlin – Andrea Bergström
- Isabelle von Saenger – Kristin Berglund
- Ellen Nyman – Läkare
- Rebecka Hemse – Inger, Martins dotter
- Tommy Wättring – Vilhelm, Ingers son